# Asphalt 8: Airborne
Asphalt 8: Airborne (noto prima come Asphalt 8: Infinity) è un videogioco di corse sviluppato e pubblicato da Gameloft per iOS e Android il 22 agosto 2013 e per Windows Phone 8 il 13 novembre 2013, è stato reso disponibile in free-download a partire da novembre 2013.

## Modalità di gioco
Vi sono differenti modalità di gioco: Classica, Eliminazione, 1VS1, Espulsione, Infezione, Slalom, Impeccabile e Analogica. Vi sono inoltre 19 tracciati: Nevada, Islanda, Tokyo, Guyana Francese, Londra, Barcellona, Alpi, Venezia, Costa Azzurra, Grande Muraglia Cinese, Dubai, Porto di San Diego, Settore 8, Tenerife, Area 51, Rio De Janeiro, Patagonia, Monaco e Transilvania.
Il giocatore ha la possibilità di iniziare la sua carriera con una Dodge Dart e 1500 crediti. Con ulteriori crediti e gettoni si possono sbloccare numerose vetture e componenti durante il proseguimento del gioco. Vi sono 5 classi di automobili e moto ordinate secondo il loro grado di potenza. In ordine crescente le classi sono D, C, B, A ed S. Inoltre è possibile aumentare il grado di una vettura attraverso i potenziamenti delle statistiche accelerazione, rappresentata da un motore; velocità massima, rappresentata da un turbocompressore; manovrabilità, rappresentata da un freno a disco; nitro, rappresentato da una bombola di N2O. Sono state aggiunte le modifiche Pro con cui si possono migliorare sospensioni, tubo di scarico, trasmissione e gomme. Per applicarle bisogna possedere crediti sufficienti e delle carte che si possono ottenere in alcuni pacchetti appositi o vincerle in eventi a tempo limitato. In questi eventi si possono vincere anche crediti, gettoni, potenziamenti, e bonus.
Il gioco permette inoltre di sfidare online giocatori provenienti da tutto il mondo, nell'ambito di un torneo della durata solitamente di tre settimane chiamato "Stagione". Lo scopo è quello di guadagnare la quantità maggiore possibile di punti da ogni singola gara in modo tale da salire nelle Leghe (categorie) superiori: finire la Stagione nell'una piuttosto che in un'altra dà infatti diritto a ricompense più sostanziose e anche ad un miglior piazzamento di partenza all'inizio della Stagione successiva.

## Tracciati
Asphalt 8: Airborne  presenta nove diverse posizioni in uscita, così come altre nove posizioni aggiunte tramite gli aggiornamenti. Ogni posizione presenta più tracce. Queste tracce sono nuove della serie o vecchie tracce che sono state rielaborate e ridisegnate per soddisfare le esigenze grafiche. Le località disponibili inizialmente sono Nevada, Islanda, Tokyo, Guyana francese, Londra, Barcellona, Alpi, Venezia e Monaco (ora Costa Azzurra).
Un aggiornamento a marzo 2014 ha aggiunto una nuova posizione, Great Wall, insieme a sei nuovi brani basati sulla nuova posizione. Un aggiornamento nell'agosto 2014 ha aggiunto una nuova posizione, Dubai, insieme a quattro nuove tracce basate sulla nuova posizione. Un aggiornamento a settembre 2014 ha aggiunto la traccia San Diego Harbor, con entrambe le versioni forward e reverse della traccia disponibili.
Successivamente, nello stesso anno, l'aggiornamento Winter 2014 ha aggiunto un nuovo circuito immaginario di nome Sector 8, ancora disponibile nelle versioni forward e reverse. Il settore 8 è stato progettato come una pista futuristica situata sopra l'Oceano Atlantico.
In un aggiornamento del gioco a maggio 2015, Tenerife è stato introdotto come una nuova posizione con quattro tracce diverse. Poco prima del 2016, in un aggiornamento di dicembre 2015, è stata aggiunta un'altra nuova posizione, Area 51, con quattro nuove tracce. Un aggiornamento a luglio 2016 ha aggiunto Rio de Janeiro come una nuova posizione, con quattro nuove tracce. L'aggiornamento del campionato a dicembre 2016 ha visto la pista di Monaco ribattezzata Costa Azzurra.
L'aggiornamento di Lunar New Year 2017 a gennaio 2017 ha aggiunto una nuova location, Patagonia, insieme a quattro nuovi brani basati sulla nuova posizione. Il 17 ottobre 2017, Gameloft ha presentato una nuova location, Monaco di Baviera, che sarebbe arrivata con un aggiornamento completamente nuovo nel quarto trimestre del 2017. Questa traccia è stata infine pubblicata con Munich U-Bahn il 23 ottobre 2017. Nell'agosto del 2018 Gameloft ha annunciato con una diretta streaming sul proprio canale facebook la futura introduzione di un nuovo circuito ambientato in Romania, pubblicata il 14 dicembre 2018 con l'aggiornamento Holiday Update.